# Museo Nacional de Islandia
El Museo Nacional de Islandia (en islandés: Þjóðminjasafn Íslands) es una institución museística que se encuentra en Reikiavik, la capital de Islandia.

## Historia
El museo fue inaugurado el 24 de febrero de 1863 como "Museo de Antigüedades" (Forngripasafnið)  luego recibió su nombre actual en 1911. Jón Árnason, como su primer comisario, reunió una colección de objetos del pasado de Islandia hasta entonces mantenida en el Museo Nacional de Dinamarca y otros museos daneses. El segundo comisario del museo, Sigurður Gudmundsson (no confundir con el escultor Sigurdur Gudmundsson), abogó por la creación de una colección de antigüedades.
Antes de establecerse en su ubicación actual desde 1950 en Suðurgata 41, 101 Reykjavík, el museo estuvo situado en la parte superior de varios edificios como la Catedral, la antigua prisión del estado (ahora la Casa de Gobierno), el Alþingishúsið (Casa del Parlamento), el Banco Nacional, y por último el ático del edificio de la Biblioteca Nacional en Hverfisgata (Safnahúsið, actual Casa de la Cultura) durante cuarenta años. 
El edificio principal cuenta con un primer piso para las exposiciones temporales, la tienda del museo y la cafetería, y dos pisos superiores para la exposición permanente. La administración se encuentra en un edificio separado, a pocos metros al este del edificio principal.

## Exposiciones

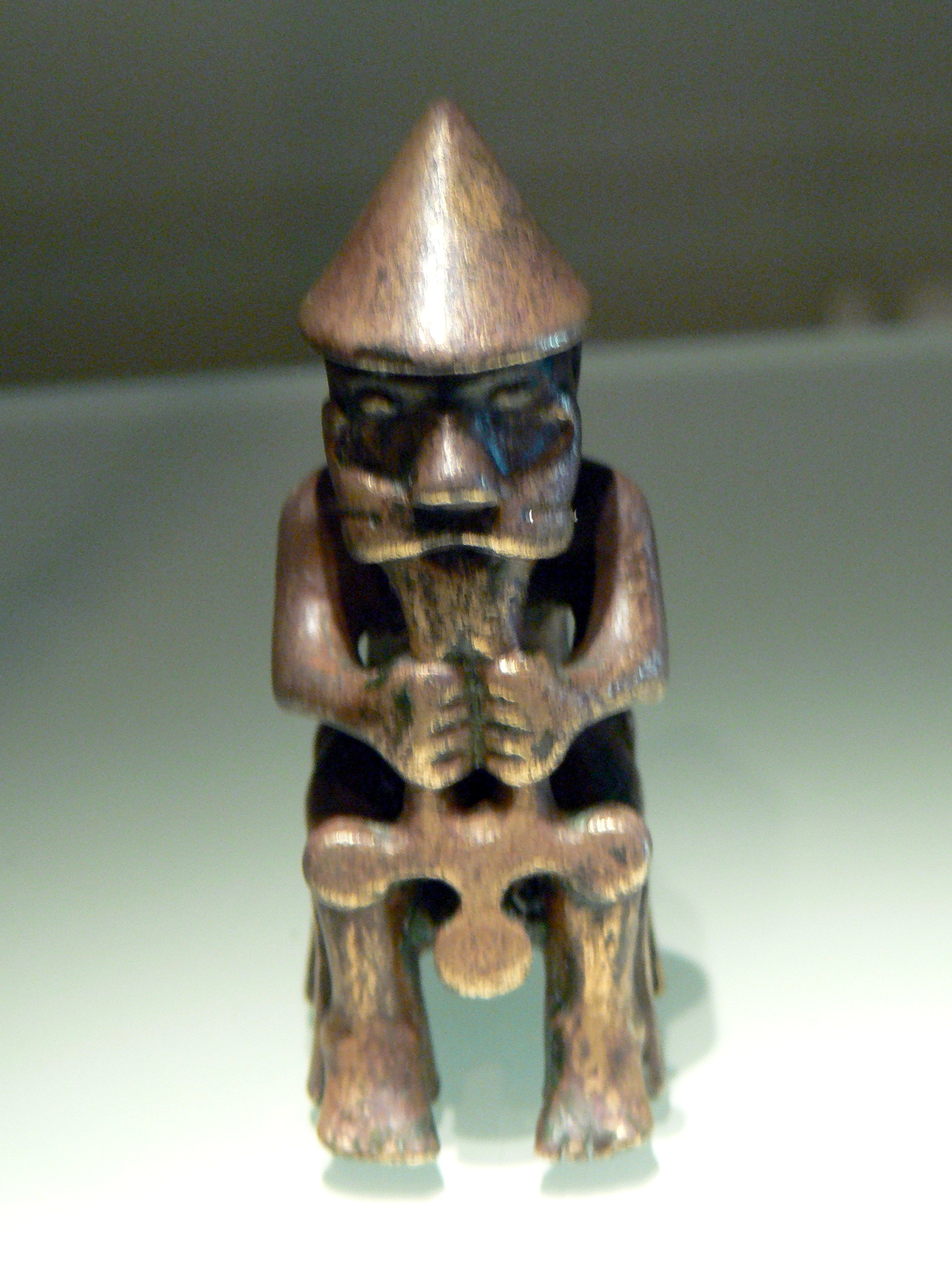
Estatuilla de Thor de Eyrarland, también llamada "Estatua de Eyrarland" que se encuentra en el museo.

El museo cuenta con varios utensilios y herramientas de los primeros pobladores vikingos, entre la que destaca la Estatuilla de Thor de Eyrarland que es el vestigio más famoso del museo. 
Otra pieza destacada en la exposición permanente es la puerta de la iglesia de Valþjófsstaður, una célebre talla que representa una versión de la leyenda del Caballero y el León en la que un caballero mata a un dragón, liberando así a un león que se convierte en su compañero.

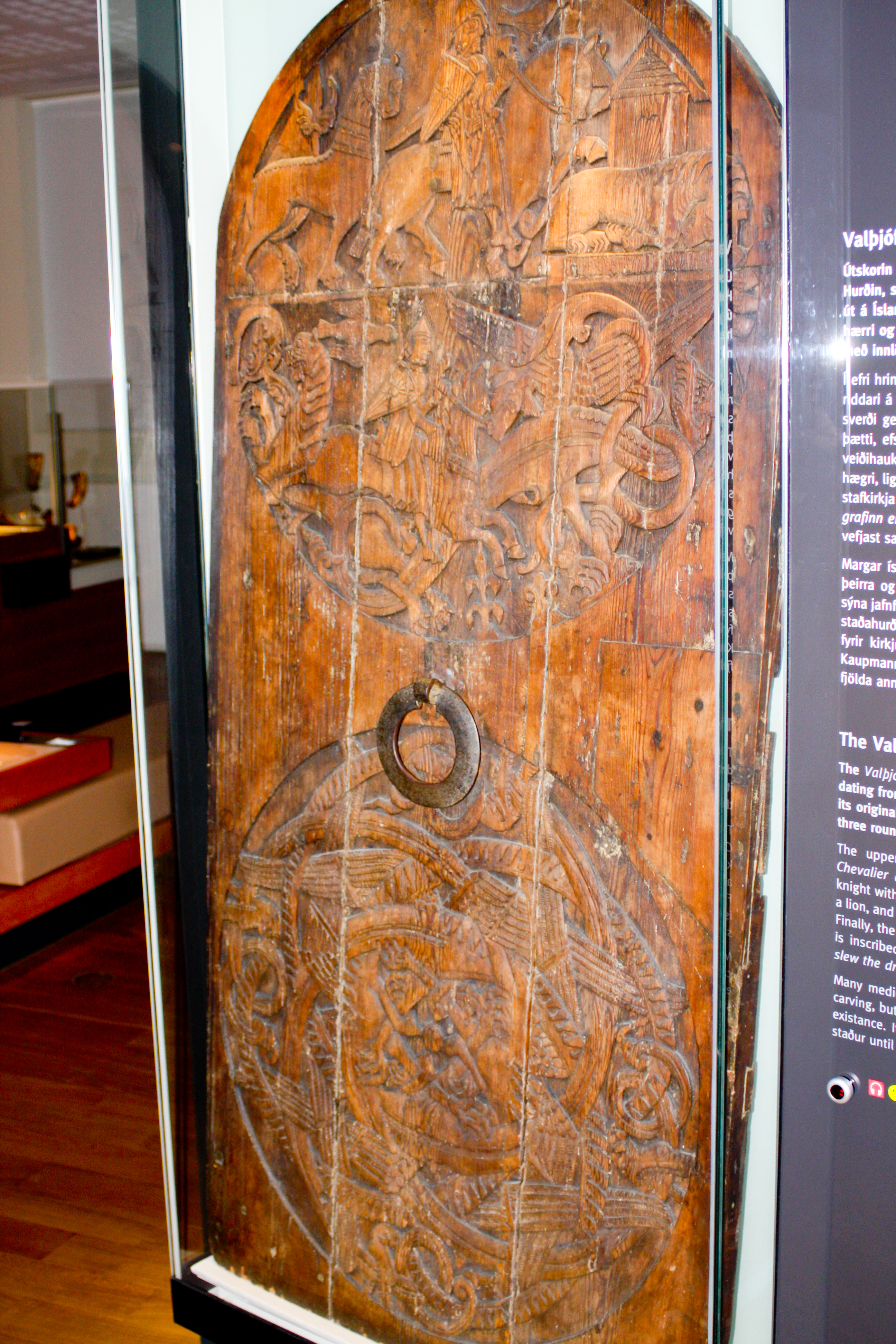
Puerta de la iglesia de Valþjófsstaður.

## Colección
La colección del museo consiste en aproximadamente 100.000 objetos, de los cuales alrededor de 2000 objetos y 1000 fotos se encuentran en exposición permanente.
La exposición permanente se presenta de forma cronológica con el nombre de "Nace una nación, 1200 años de cultura y sociedad en Islandia" abarcando la historia cultural de Islandia desde la época de la colonización hasta la actualidad, las partes más antiguas de la historia se presentan principalmente con hallazgos arqueológicos, las épocas posteriores con más temas folclóricos. La primera sección de la exposición representa un barco, ya que fue de gran utilidad para los primeros colonos, y la última es del sistema de equipajes del aeropuerto de Keflavik presentado como la puerta que conecta a Islandia con el mundo.

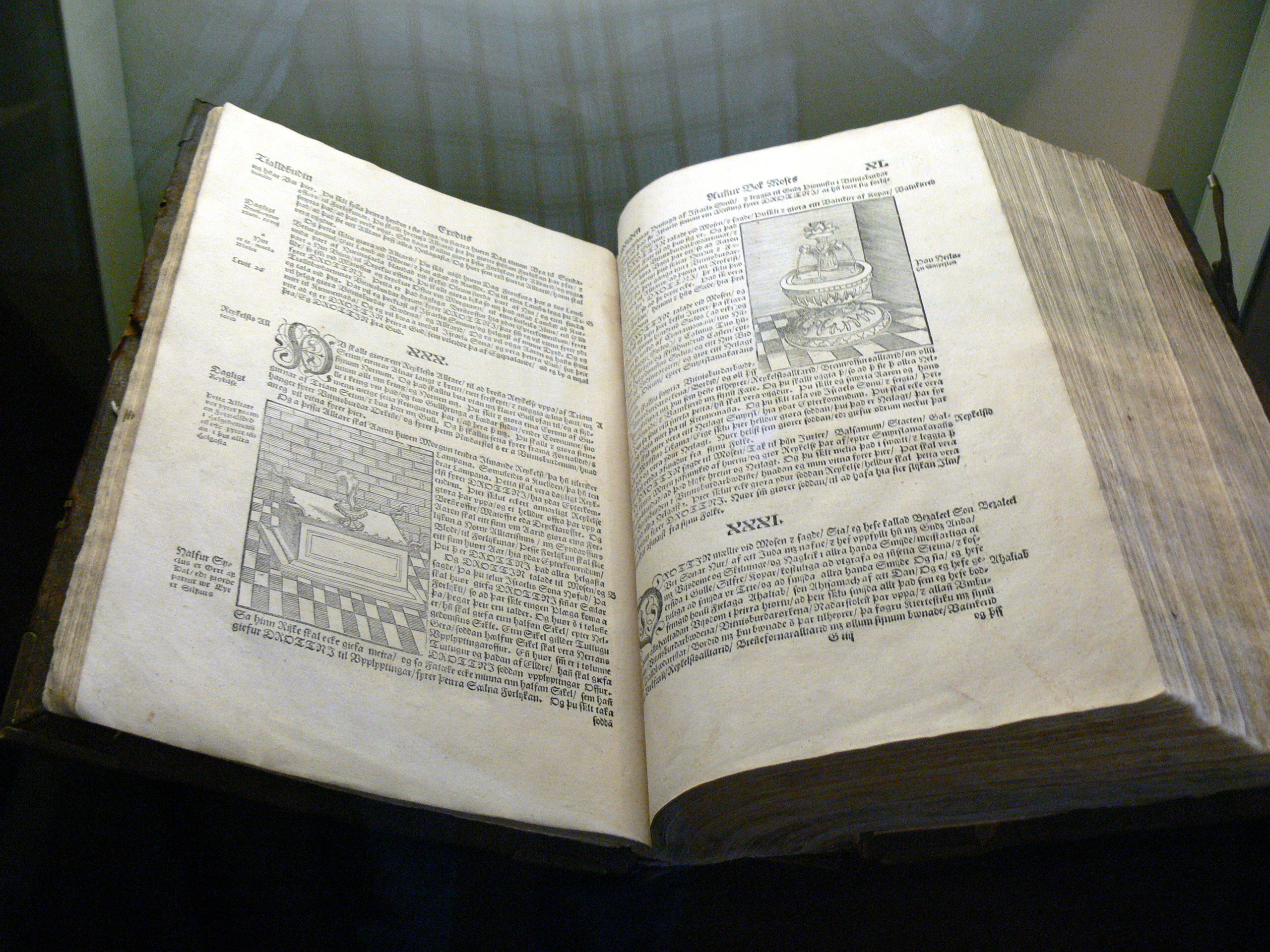
Primera impresión completa de la Biblia en islandés por Guðbrandur Þorláksson.

## Organización y tareas

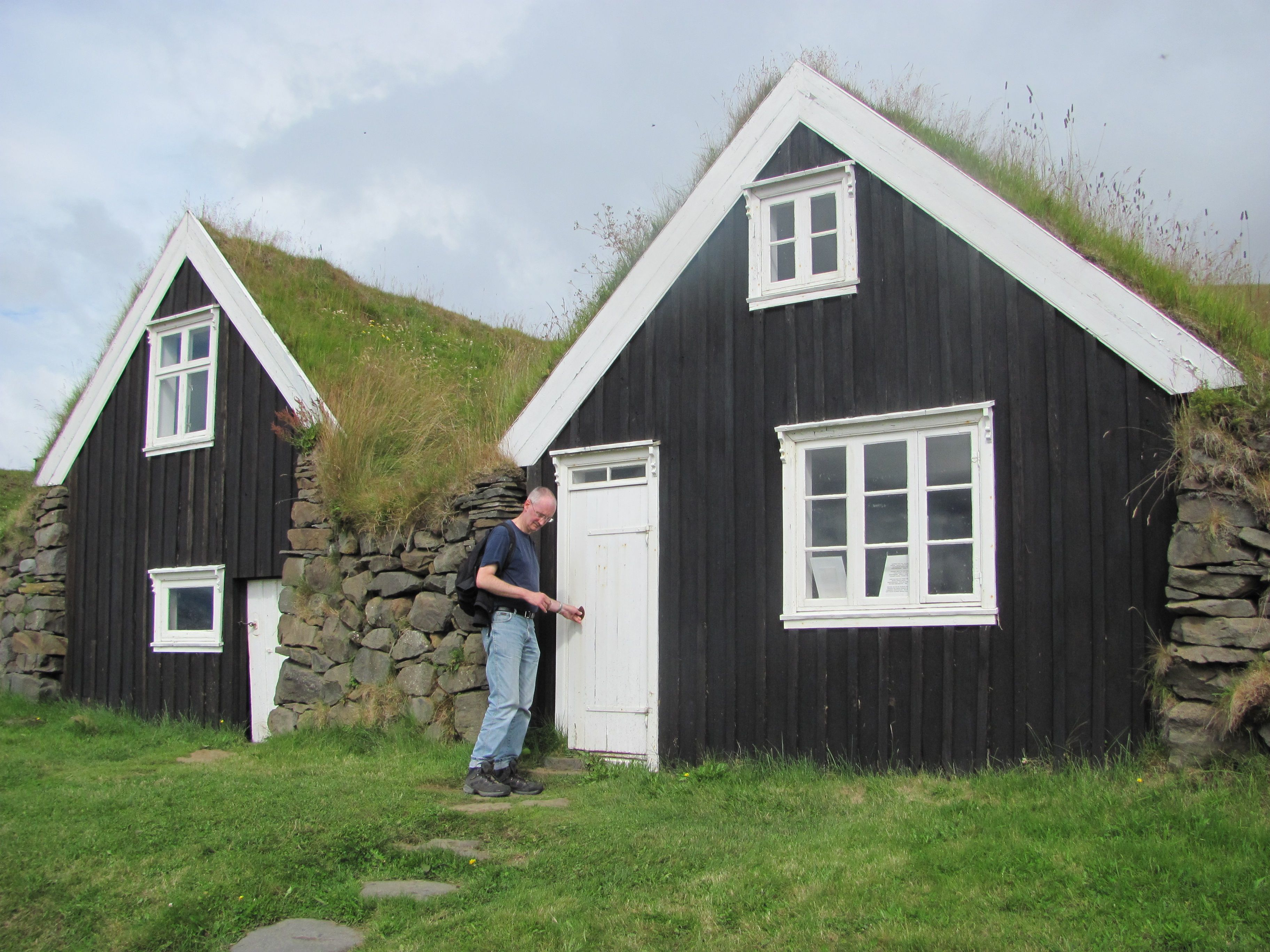
Arquitectura tradicional de 1912. Parte de la colección del Museo Nacional de Islandia.

La tarea principal del museo es preservar la evidencia histórica de Islandia, incluidos tanto objetos como bienes inmuebles. Aproximadamente 43 edificios históricos en toda Islandia también forman parte de la red del Museo Nacional, estos incluyen todas las casas de turba (torfbæir) importantes y todas las iglesias de turba que se han conservado auténticamente, varias iglesias de madera y una serie de edificios no eclesiásticos.
El museo también tiene la tarea de explorar y transmitir el patrimonio histórico de Islandia, ofreciendo visitas guiadas y actividades educativas. También organiza a lo largo del año diversas exposiciones temporales y se puede visitar todos los días del año, menos los lunes, que permanece cerrado. Los horarios varían en función de la época del año que sea.

## Menciones
En 2006, el museo recibió una mención especial del Museo europeo del Año de la European Museum Forum.

## Literatura
- Anna Lisa Björnsdóttir (ed.): The Museum Guide 2010. O.O. 2010.
- Þjóðminjasafn Íslands: Museo Nacional de Islandia. Tarea y funcionamiento. O.O. (2006).
- Þjóðminjasafn Íslands: nace una nación. 1200 años de cultura y sociedad en Islandia. O.O. (2006).

## Galería

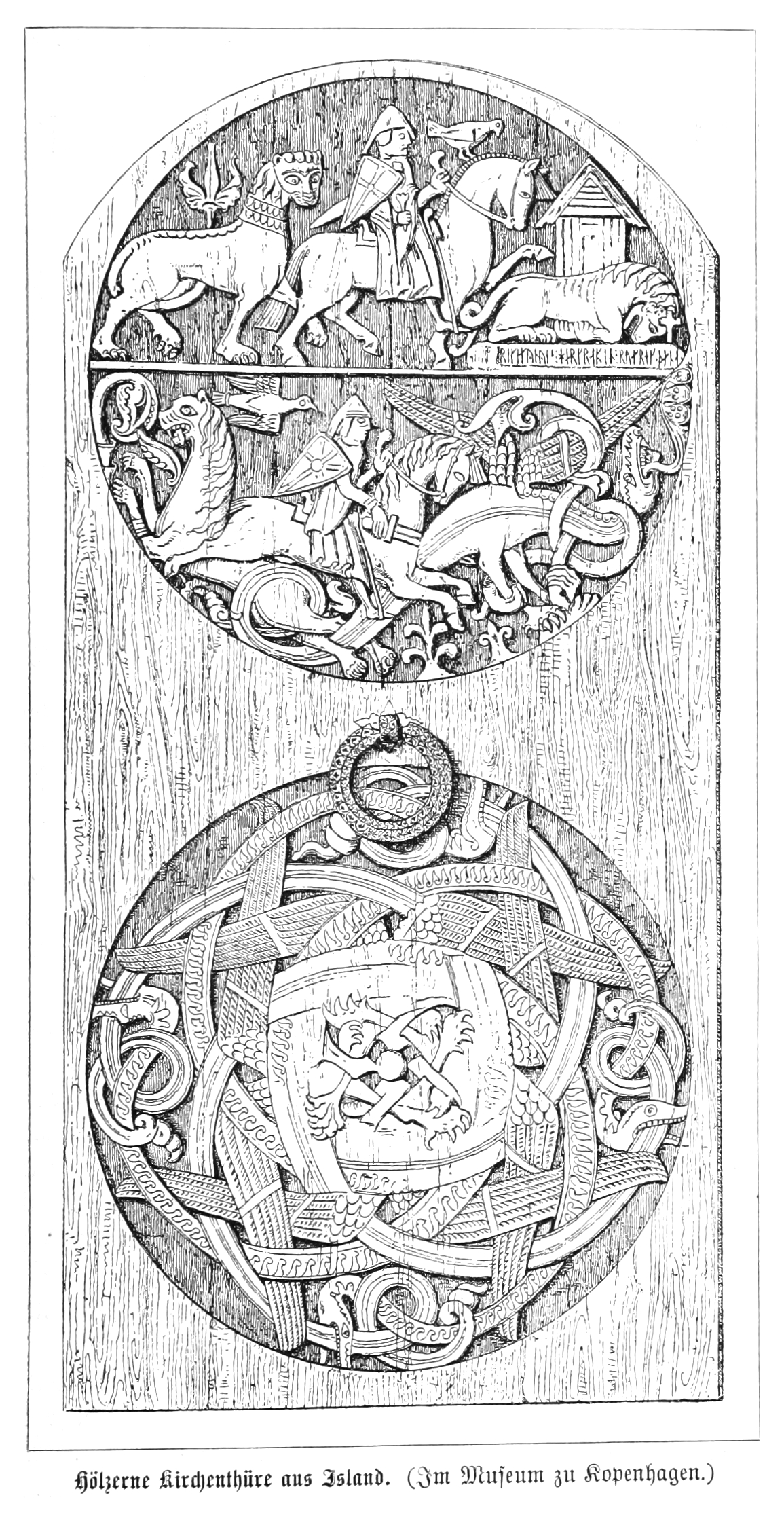
Ilustración de la puerta de Valþjófsstaður
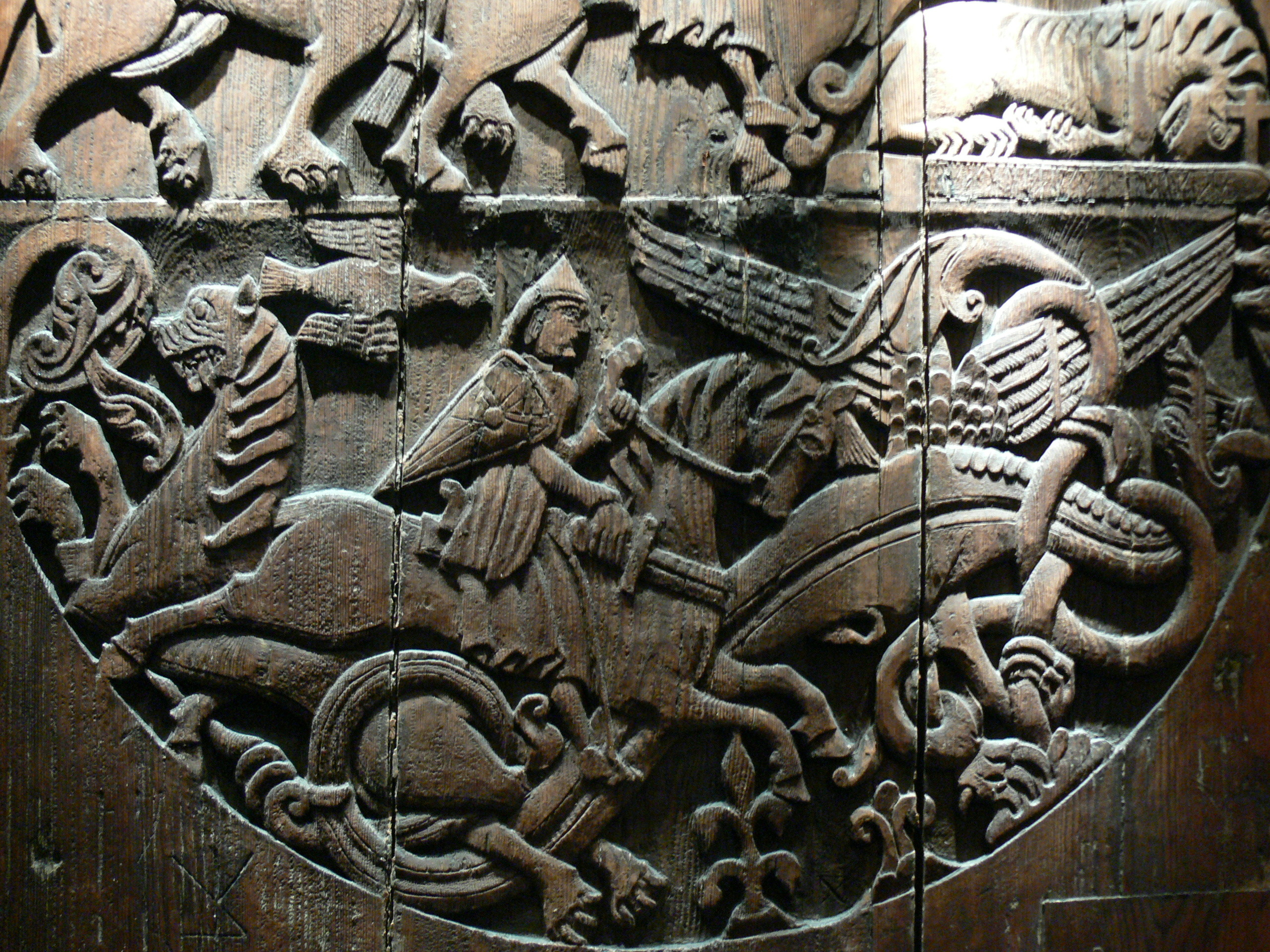
Detalle de la puerta de Valþjófsstaður
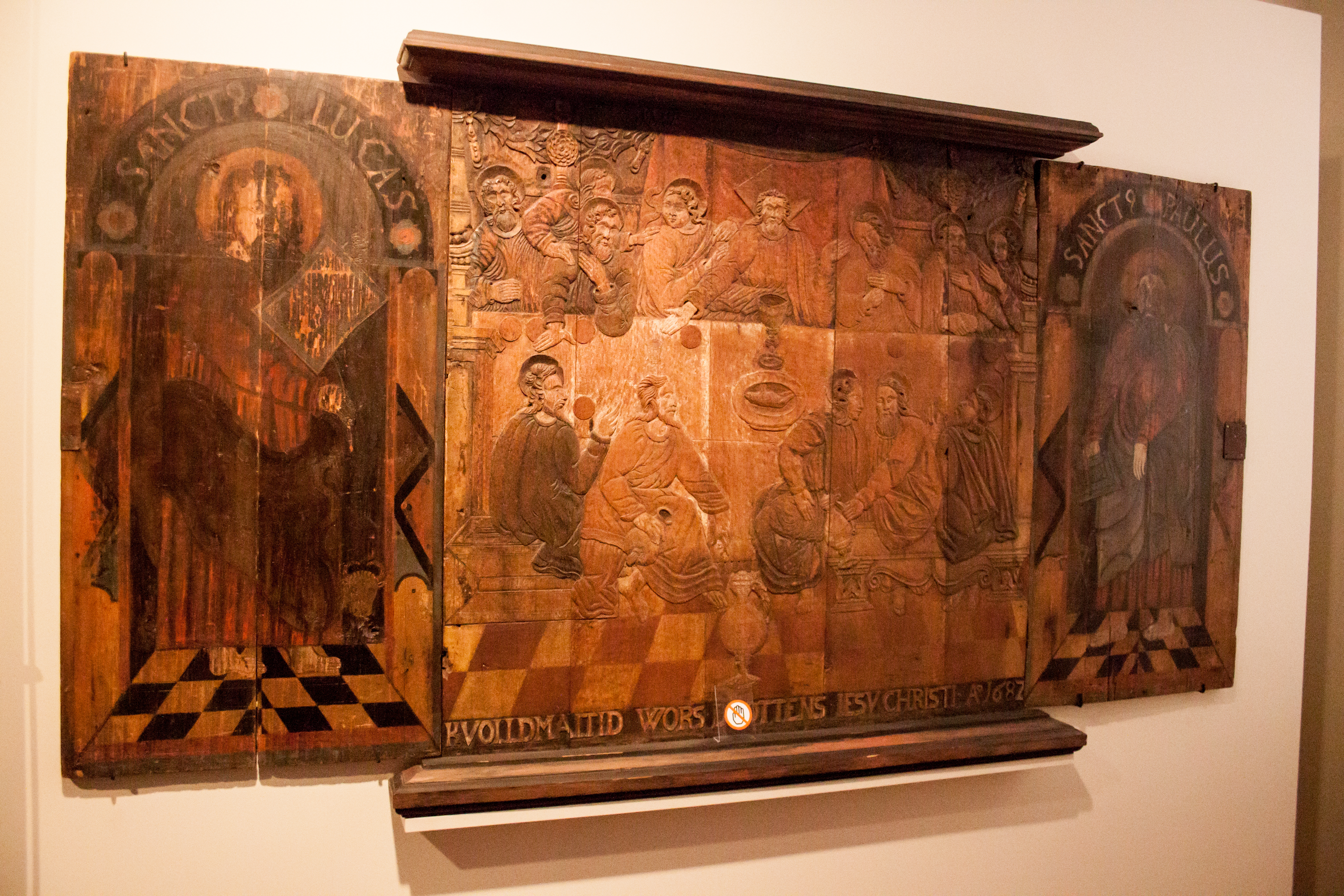
Tríptico de roble tallado y pintado
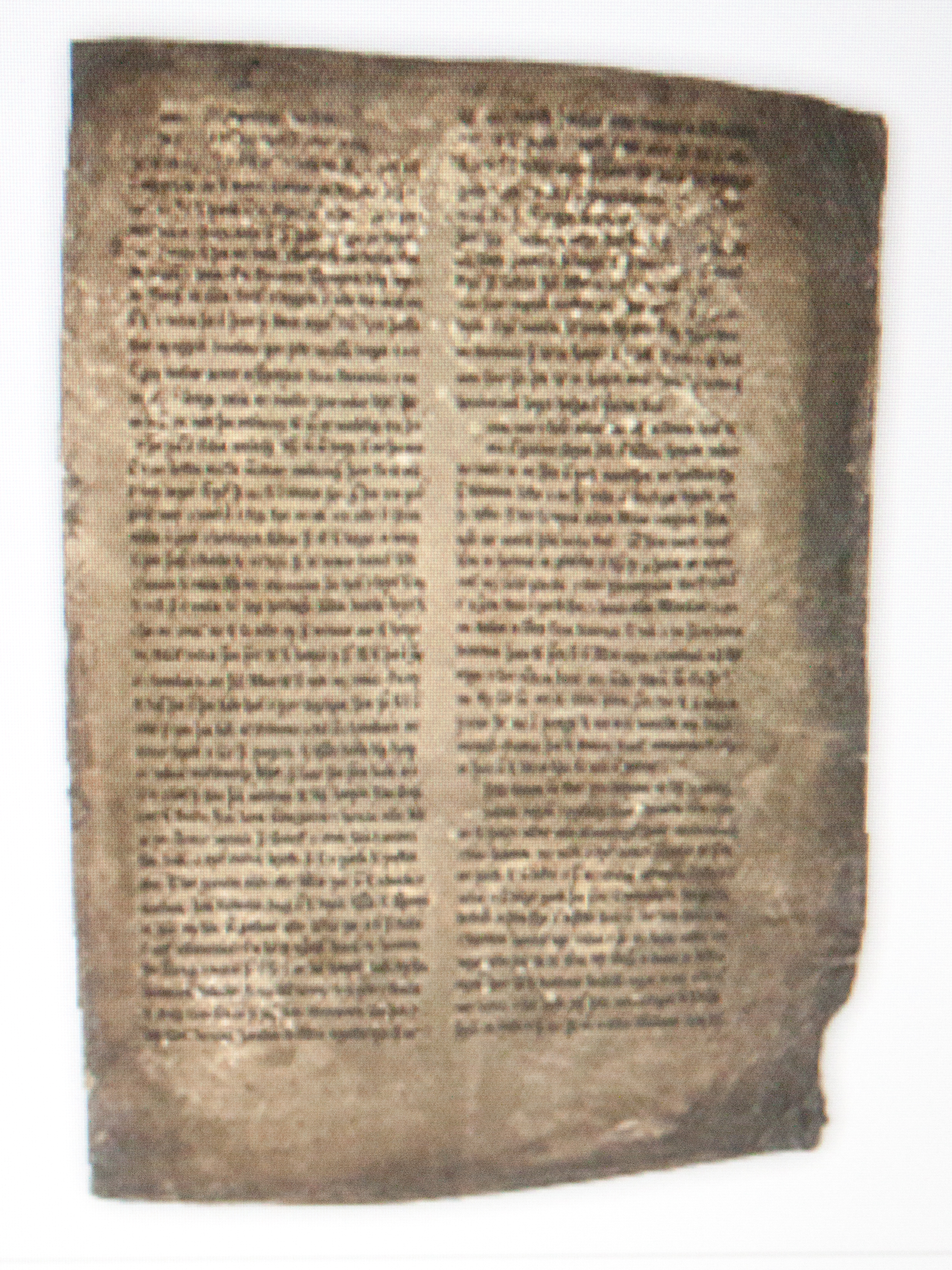
Página de la Saga Sturlunga
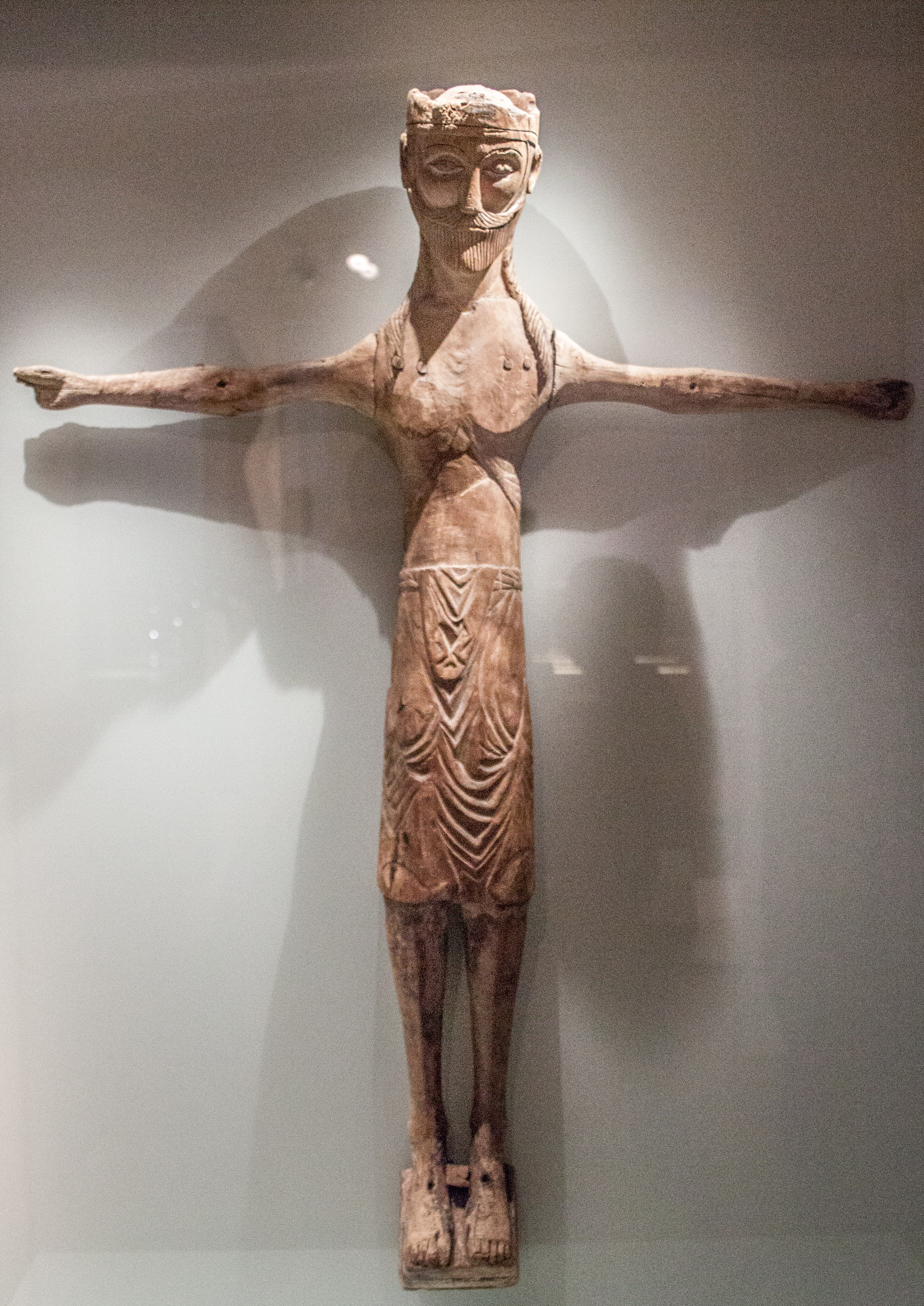
Cristo tallado de Ufsir
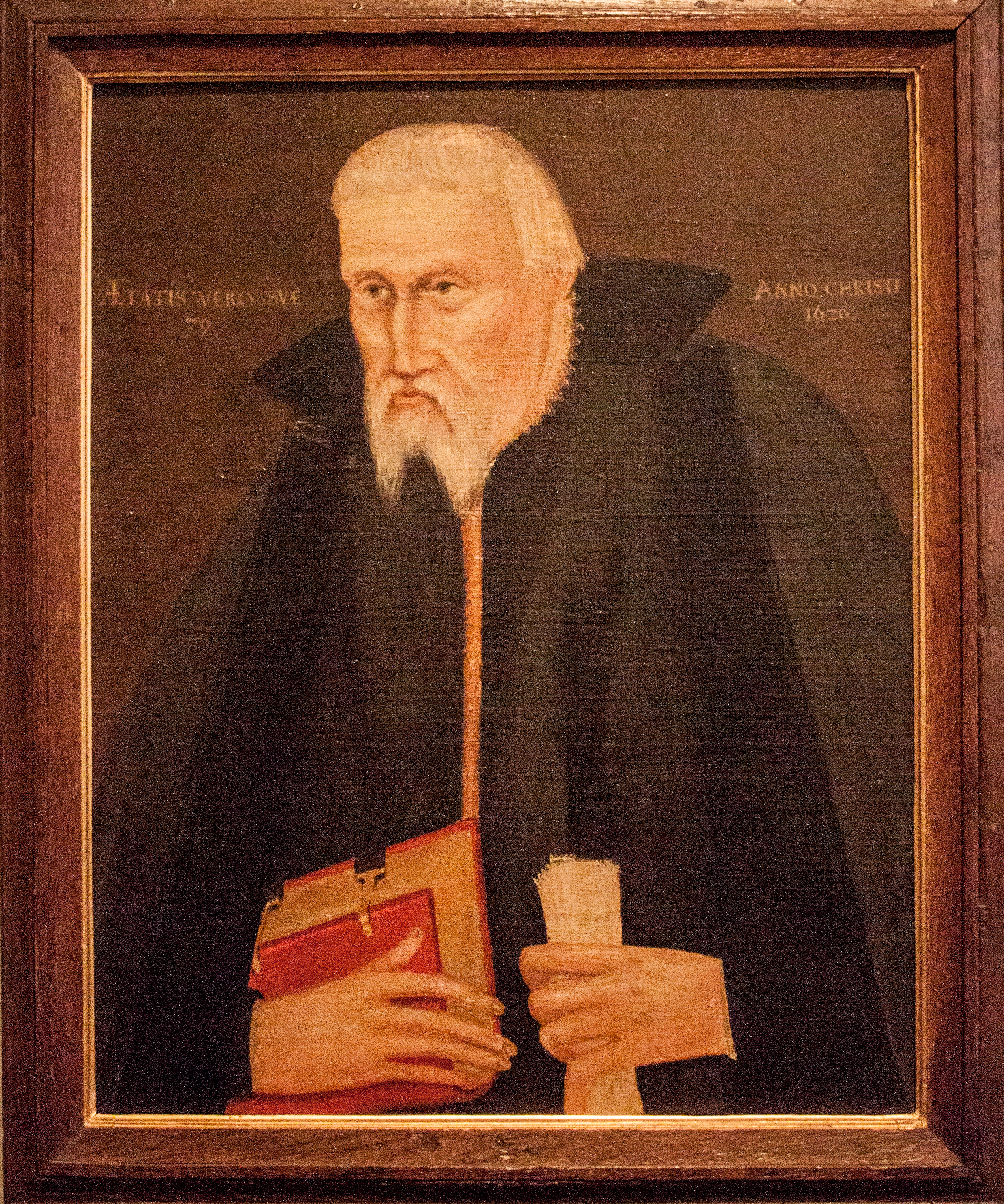
Retrato de Guðbrandur Þorláksson
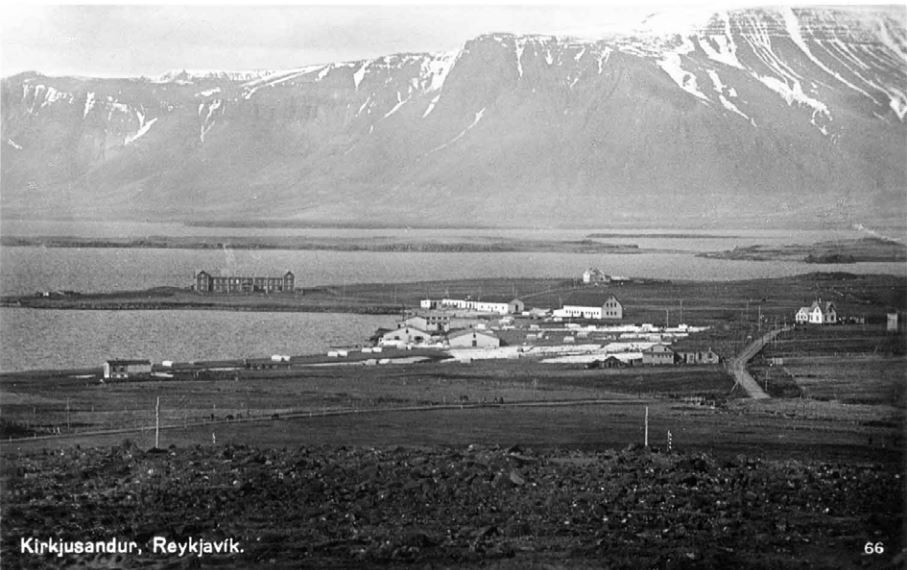
El pueblo costero de Kirkjusandur en 1920
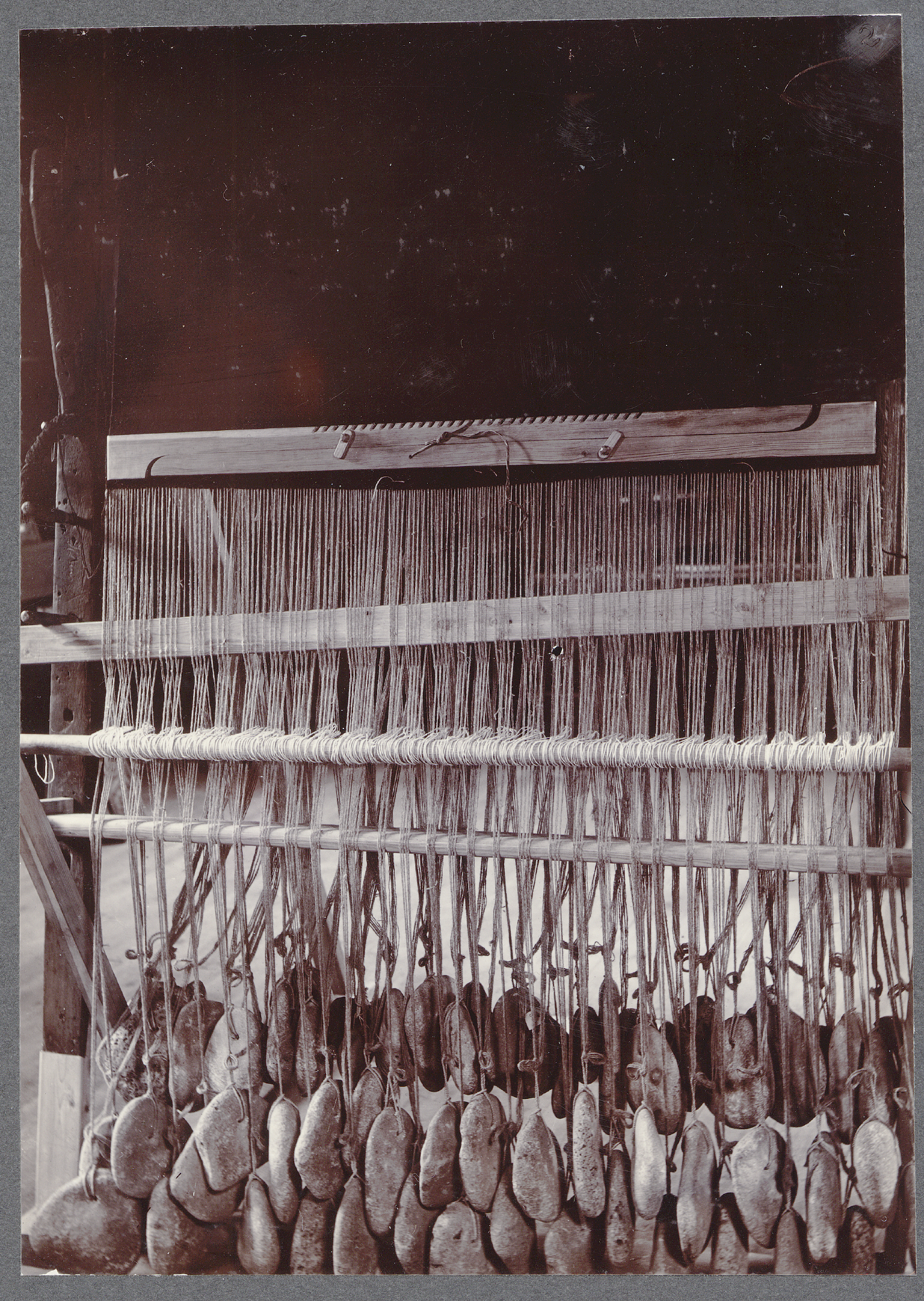
Viejo telar
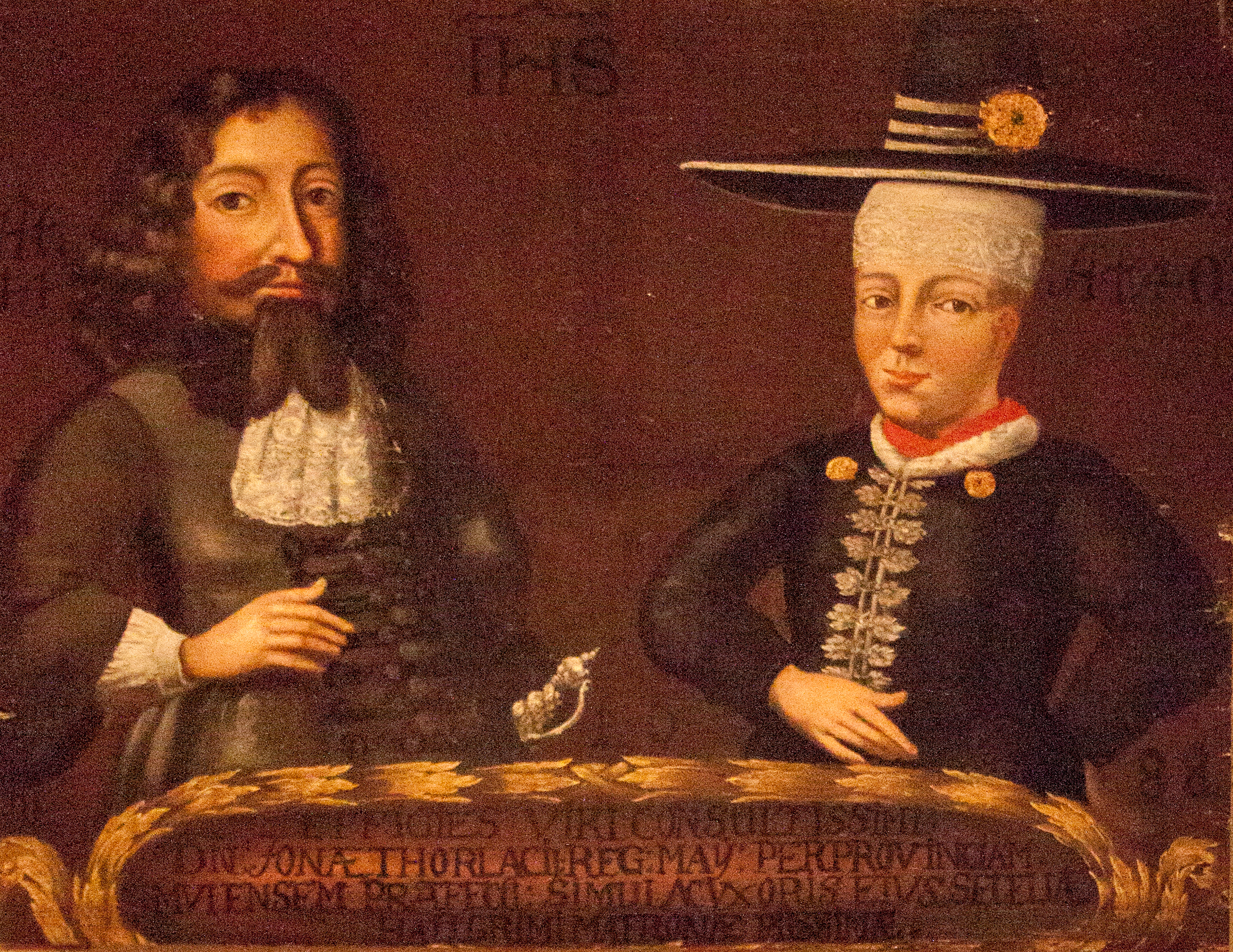
Retrato de Jón Thorlaksson y su esposa
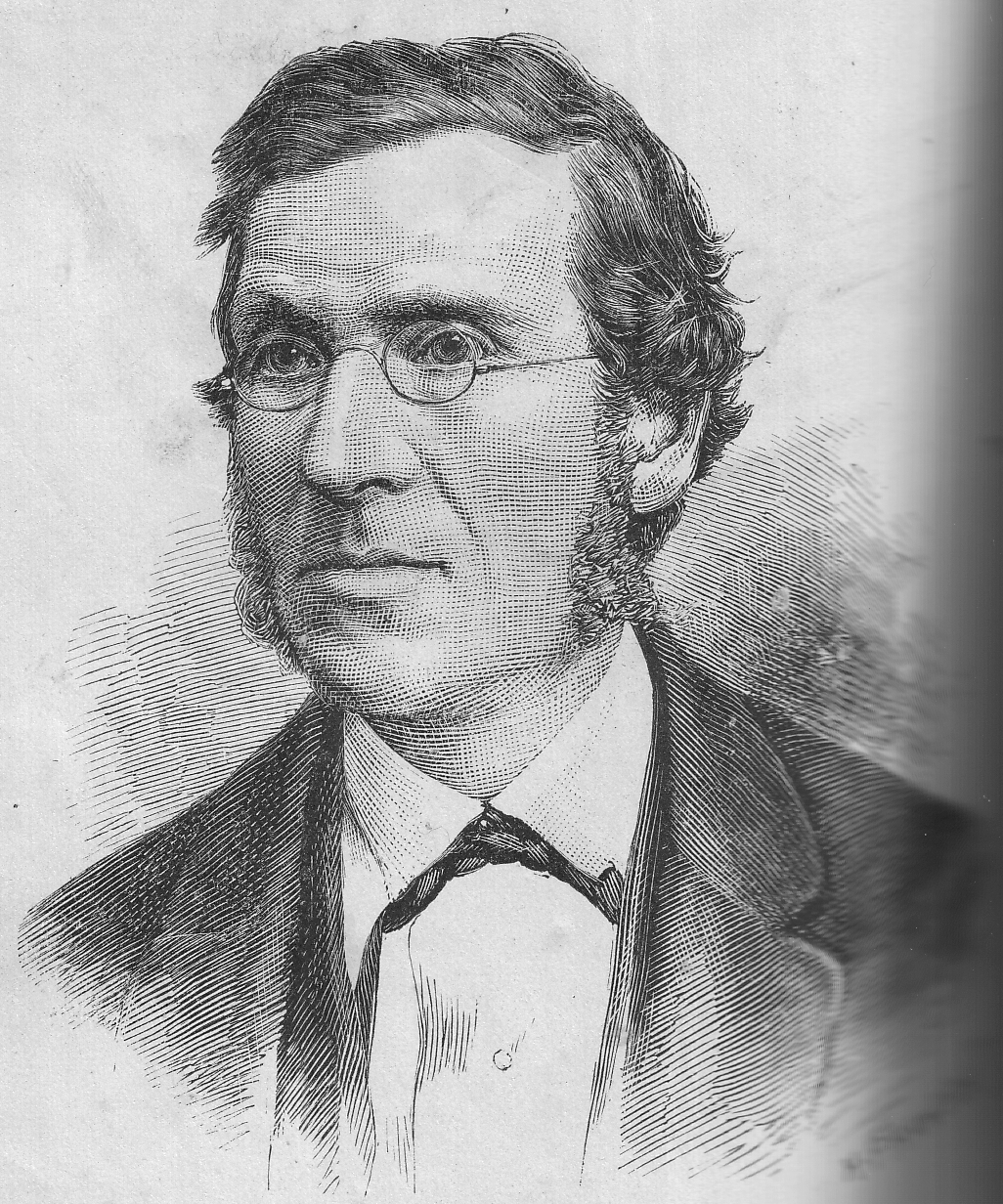
Jón Árnason
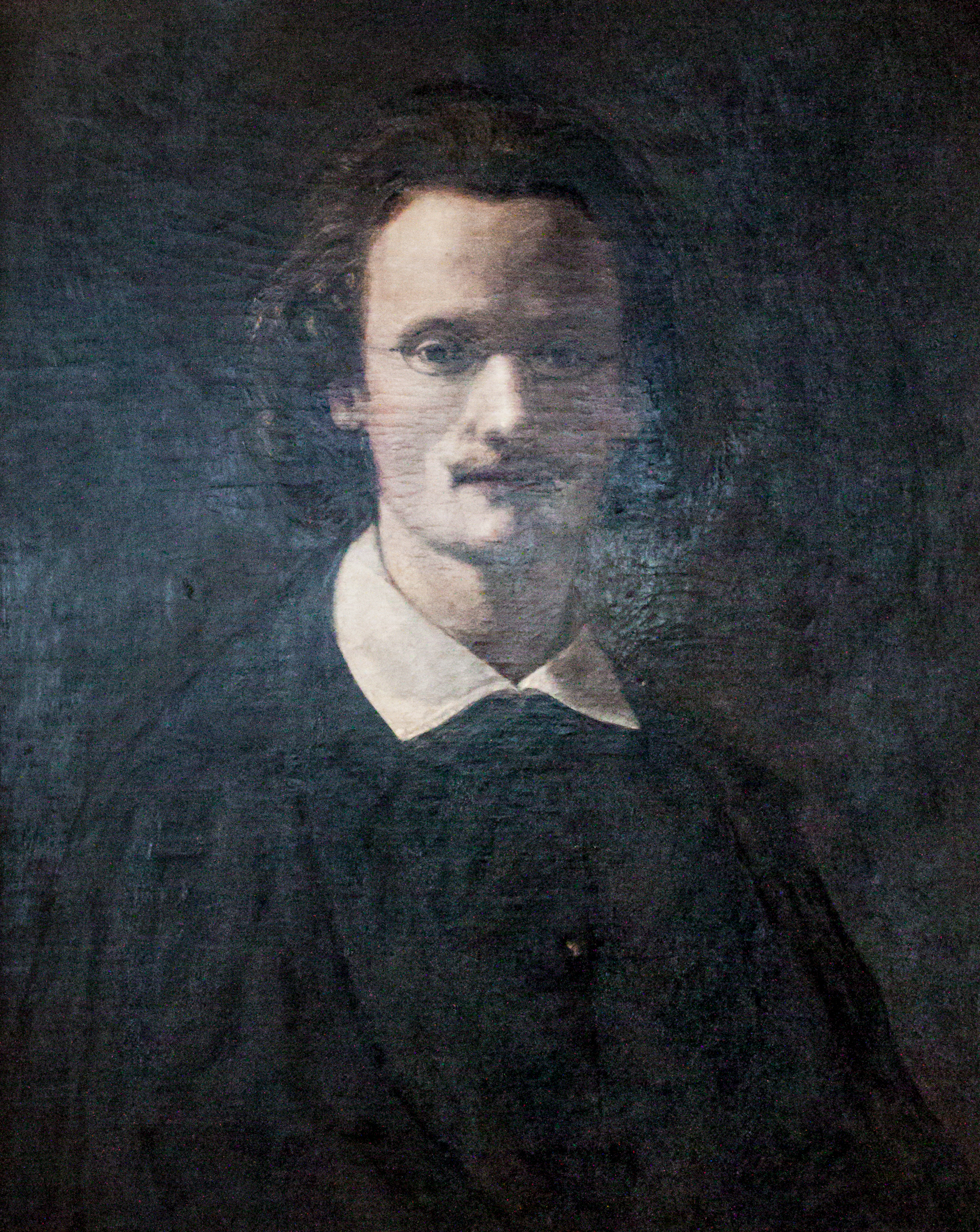
Autorretrato de Sigurdur Gudmundsson
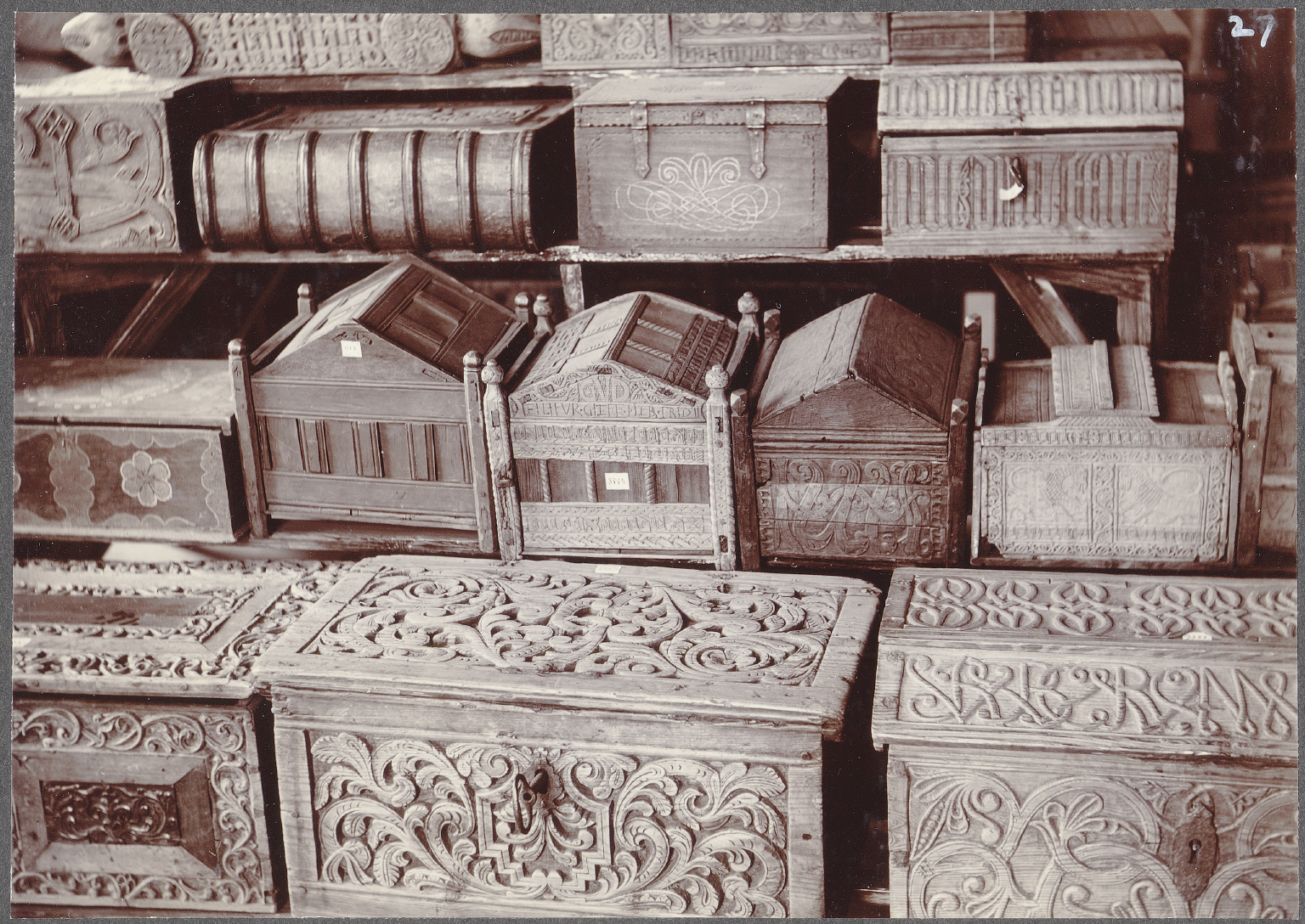
Cofres tallados
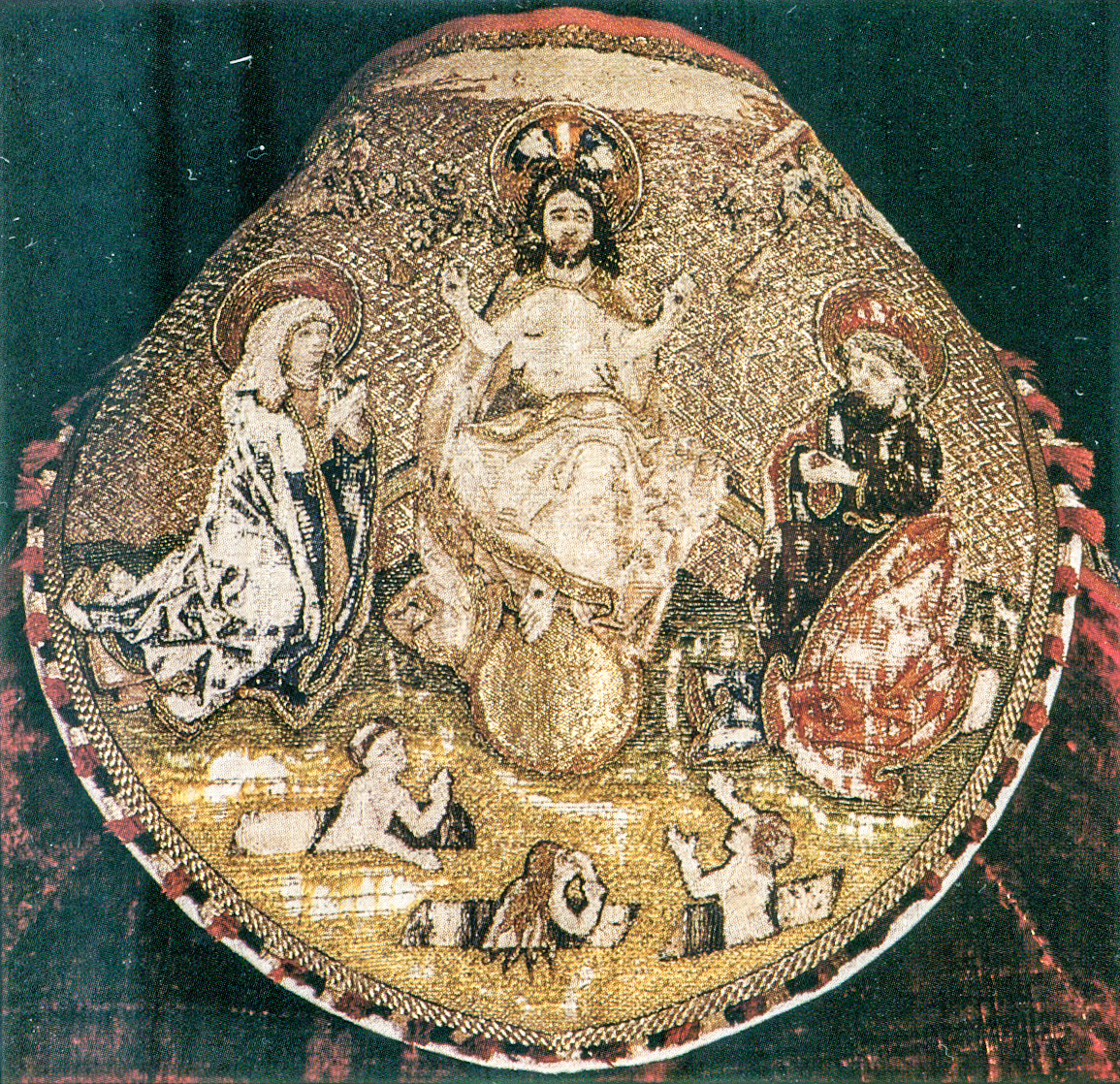
Bordado decorativo
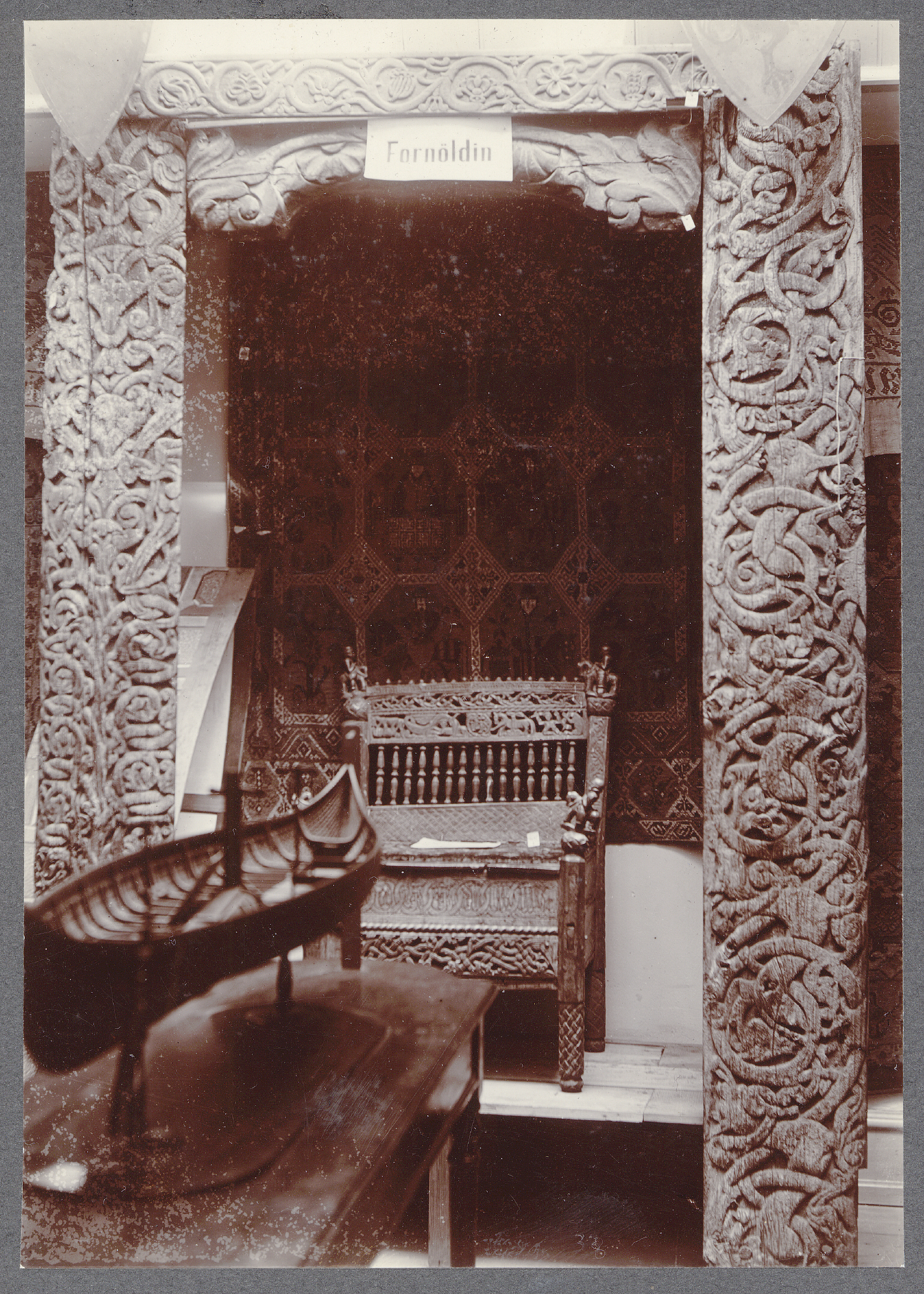
Postes y silla tallados
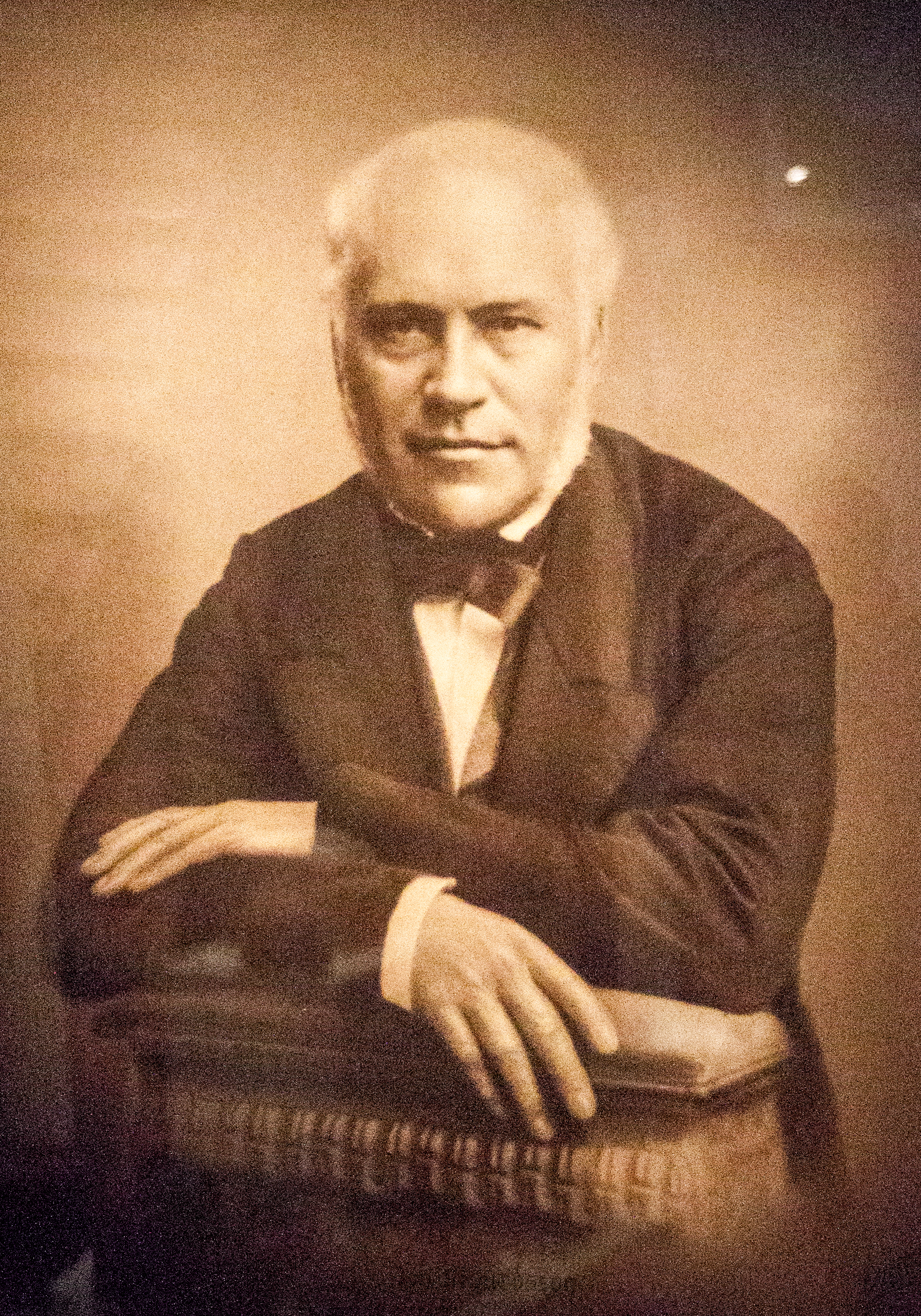
Fotografía de Jón Sigurðsson
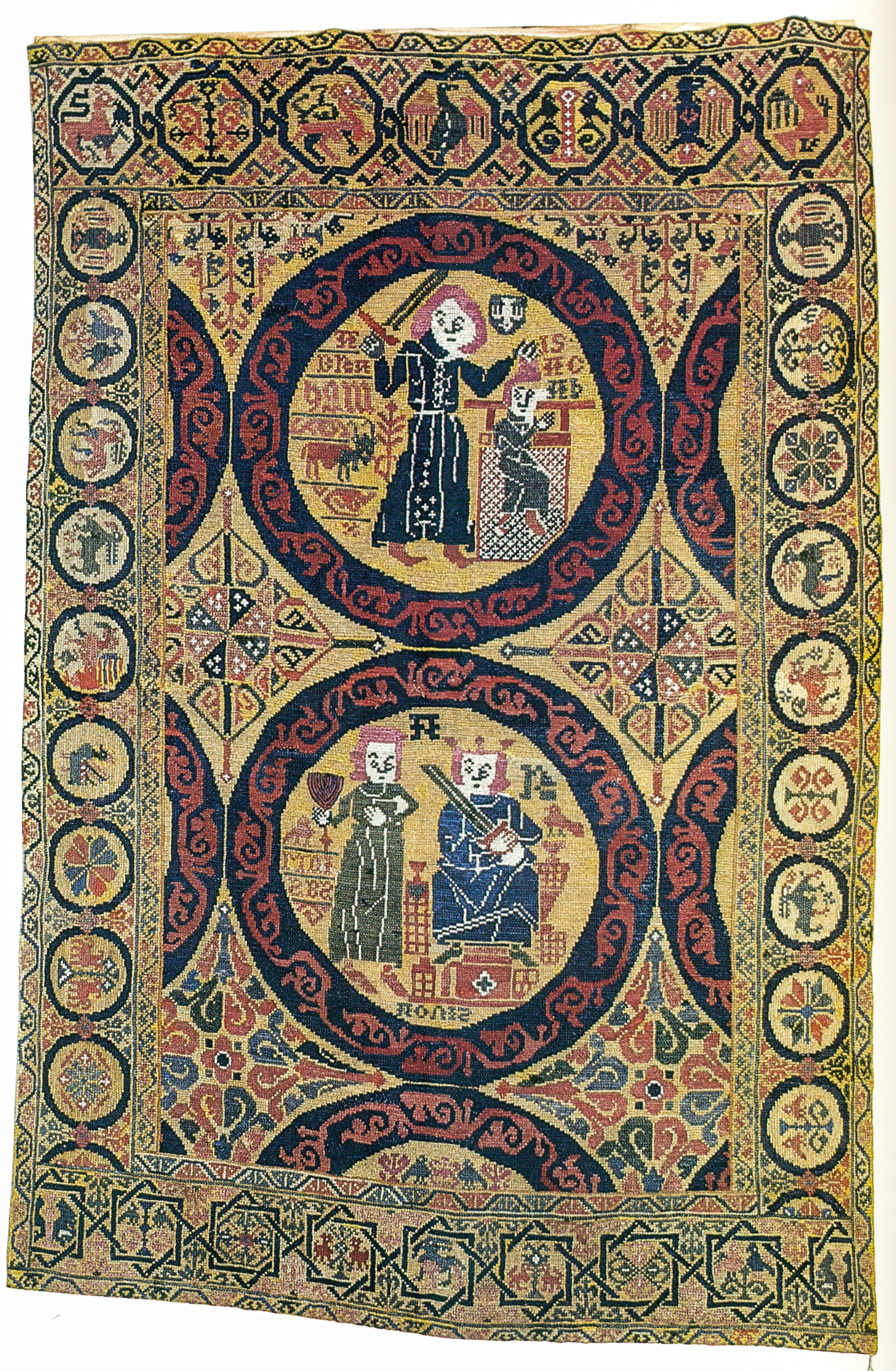
Cubierta de cama